# Kristi sista frestelse
Kristi sista frestelse (originaltitel: The Last Temptation of Christ) är en amerikansk episk dramafilm från 1988 i regi av Martin Scorsese. Den bygger på Nikos Kazantzakis kontroversiella roman från 1955 med samma titel.

## Handling
I början av filmen är Jesus (spelad av Willem Dafoe) plågad av att Gud har ett syfte för honom, ett syfte han inte kan förstå. I sin förtvivlan över detta söker han fjärma sig från Gud genom att vara en syndare. Bland annat bygger han kors åt romarna som används vid korsfästelser, en nog så intressant antydan om vilket öde som väntar honom.
Efter att ha slutat försöka bekämpa sitt öde får vi istället följa en Kristusgestalt vi är mer bekant med, predikaren och frälsaren. Några av de typiska händelserna i en film om Jesus betas av, bland annat templet i Jerusalem och återuppväckelsen av Lasarus.
I andra halvan av filmen värjer sig Jesus från sitt öde och försöker undvika döden på korset för att istället bli en vanlig människa. Detta är också Kristi sista frestelse, dvs. frestelsen att leva ett vanligt liv; att uppleva kärlek och ha en familj. Detta skiljer sig kraftigt från bibelns beskrivning: Han gick lite längre bort, kastade sig till marken och bad: Fader, låt denna bägare gå förbi mig, om det är möjligt. Men inte som jag vill utan som du vill. (Mat 26:39). I bibeln ser vi alltså hur Jesus ber att få slippa, men hur han viker sig för Guds vilja, medan han i filmen själv väljer. En ängel i barns skepnad tar ner Jesus från korset och låter honom leva ett normalt liv med fru och barn.
I filmens slut ligger en åldrig Jesus inför döden och Israel står i brand. I en tvist dyker Judas Iskariot (spelad av Harvey Keitel) upp. I denna version (och enligt det så kallade Judas-evangeliet) har Jesus gett Judas specifika order om att förråda honom till Judas förtvivlan. Judas avslöjar ängeln som Satan och anklagar Jesus för att ha svikit honom då han inte velat utföra sitt offer medan Judas har varit tvungen att leva med skammen och sorgen av sitt "förräderi". Detta får Jesus att acceptera korsfästelsen och ber till Gud att få bli hans son igen och bli korsfäst. Plötsligt är Jesus tillbaka på korset, men hans förtvivlan är nu utbytt med glädje. Han har stått emot den sista frestelsen: att leva som människa. I glädje ropar Jesus: "Det är fullbordat!" och dör; den sista bilden på Jesus ansikte bränns bort av vitt ljus och himmelska klockor hörs.

## Rollista i urval
- Willem Dafoe – Jesus
- Harvey Keitel – Judas Iscariot (Judas Iskariot)
- Barbara Hershey – Mary Magdalene (Maria Magdalena)
- Harry Dean Stanton – Saul/Paul of Tarsus (Paulus)
- David Bowie – Pontius Pilate (Pontius Pilatus)
- Steve Shill – Centurion
- Verna Bloom – Mary, mother of Jesus (Maria, Jesu mor)
- Roberts Blossom – Aged Master
- Barry Miller – Jeroboam
- Gary Basaraba – Andrew (Andreas, apostel)
- Irvin Kershner – Zebedee (Sebedaios)
- Victor Argo – Peter (Petrus, apostel)
- Paul Herman – Philip (Filippos, apostel)
- John Lurie – James (Jakob, apostel)
- Michael Been – John (Johannes, apostel)
- Leo Burmester – Nathaniel (Bartolomaios, apostel)
- Andre Gregory – John the Baptist (Johannes Döparen)
- Alan Rosenberg – Thomas (Tomas, apostel)
- Nehemiah Persoff – Rabbi
- Leo Marks – Voice of Satan (Satans röst)

## Om filmen
I slutscenen när Jesus till sist dör på korset så blir skärmen plötsligt vit och börjar skifta i ljusa nyanser. Detta var inte en specialeffekt. När scenen filmades så råkade ljus komma in i kameran vilket man upptäckte vid framkallningen. Scorsese valde att låta detta vara kvar i filmen.
Vid Oscarsgalan 1989 var filmen nominerad till en Oscar för bästa regi.
Från början var tanken att produktionsbolaget Paramount Pictures skulle producera filmen, men de drog sig ur när filmprojektet och budgeten svällde. Några år senare blev Universal intresserade och tog över projektet, med villkoret att Scorsese skulle göra en mer mainstream-film vid ett senare tillfälle. Den bredare filmen han regisserade senare blev Cape Fear.
Filmen upplevdes som kontroversiell eftersom den baseras på Kazantzakis bok istället för evangelierna, vilket gör att Jesus och hans liv inte beskrivs på det sätt som vanligen sker. Kritiken har dels riktat in sig på skildringen av en Kristus som syndare i början av filmen, men framförallt på slutet.